# Exogyra
Exogyra is een geslacht van uitgestorven tweekleppigen, dat leefde van het Jura tot het Krijt.

## Beschrijving
Deze tweekleppige had een grote, zware, spiraalgewonden linkerklep. Een klep hechtte zich vast aan een voorwerp of ondergrond en de andere deed dienst als deksel. De schelp had een wisselende versiering, die bestond uit zeer sterk ontwikkelde groeistrepen, ofwel uit ribben. De lengte van de schelp bedroeg circa 7,5 centimeter.

## Taxonomie
Het voormalige ondergeslacht Exogyra (Aetostreon) Bayle, 1878 wordt soms als een apart geslacht beschouwd, vanwege het ontbreken van de fijne reeks evenwijdige ribben (chomata) gescheiden door putjes, op het binnenoppervlak van de kleppen (die aanwezig is in het nominaatvorm subgenus).

## Verspreiding
Fossielen van Exogyra zijn gevonden in: 

### Jura
Afghanistan, Chili, China, Eritrea, Ethiopië, Frankrijk, Duitsland, India, Kenia, Polen, Portugal, Somalië, Spanje, Tanzania, het Verenigd Koninkrijk en Jemen.

### Krijt
Afghanistan, Algerije, Argentinië, Brazilië, Bolivia, Canada (British Columbia), Bulgarije, Chili, Colombia (Hiló-formatie, Tolima, Macanal en Chipaque-formaties, oostelijke bereiken), Cuba, Tsjechië, Egypte, Ethiopië, Frankrijk, Duitsland, Groenland, Hongarije, India, Iran, Italië, Jordanië, Libanon, Libië, Madagaskar, Mexico, Marokko, Mozambique, Nieuw-Zeeland, Nigeria, Oman, Pakistan, Peru, Polen, Portugal, Servië en Montenegro, Slowakije , Zuid-Afrika, Spanje, Zweden, Zwitserland, Tanzania, Trinidad en Tobago, Tunesië, Turkije, USSR, Oekraïne, het Verenigd Koninkrijk, Verenigde Staten (Alabama, Arizona, Arkansas, Californië, Colorado, Delaware, Georgia, Maryland, Minnesota, Mississippi, Missouri, Montana, New Jersey, New Mexico, North Carolina, Oklahoma, South Carolina, Tennessee, Texas, Utah, Wyoming), Venezuela en Jemen.

## Soorten
- E. bruntrutana † Thurmann 1830
- E. callophyla † Ihering 1903
- E. contorta † Eichwald 1868
- E. ganhamoroba † Maury 1936
- E. haliotoidea † Sowerby 1813
- E. lancha † Stoyanow 1949
- E. miotaurinensis † Sacco 1897
- E. mutatoria † White 1887
- E. sergipensis † Maury 1936
- E. solea † Müller 1900
- E. upatoiensis † Stephenson 1914
- E. woolmani † Richards 1947